# Noblella myrmecoides
Espèce
Synonymes
- Euparkerella myrmecoides Lynch, 1976
- Phyllonastes myrmecoides (Lynch, 1976)

Statut de conservation UICN

 LC  : Préoccupation mineure
Noblella myrmecoides est une espèce d'amphibiens de la famille des Craugastoridae.

## Répartition
Cette espèce se rencontre entre 100 et 1 200 m d'altitude :
- en Colombie dans le département d'Amazonas ;
- en Équateur dans la province d'Orellana ;
- au Pérou dans les régions de Loreto, de Huánuco, de Cusco, de Madre de Dios et de San Martín ;
- en Bolivie dans les départements de Cochabamba et de La Paz ;
- au Brésil dans l'État d'Amazonas.

## Description
Cette espèce mesure de 12 à 13,6 mm.

## Publication originale
- Lynch, 1976 : Two new species of frogs of the genus Euparkerella (Amphibia: Leptodactylidae) from Ecuador and Peru. Herpetologica, vol. 32, no 1, p. 48-53.